# Orden de la Independencia (República Islámica de Irán)
La Orden de la Independencia (persa: منظور از استقلال) es la segunda máxima condecoración de la República Islámica de Irán. Es otorgada por el presidente de la República Islámica de Irán a los miembros de las fuerzas armadas iranias por méritos extraordinarios en su ámbito que redunden en beneficio de Irán. 
Hay imágenes de la misma por la entrega producida por el presidente Ahmadineyad al General Hassan Firouzabadi. 
Por los colores de la banda, puede considerarse a la Orden de la Independencia como heredera de la Orden de Homayoun, también otorgada por méritos militares, en la época de la Dinastía Pahlaví. 